# Carex caudispicata
Carex caudispicata är en halvgräsart som beskrevs av Fa Tsuan Wang, Tang och Pei Chun Qiong Li. Carex caudispicata ingår i släktet starrar, och familjen halvgräs. Inga underarter finns listade i Catalogue of Life.